# Hafu
ハーフ（英語: Hafu, 本名：ルメイ・ワン (Rumey Wang、1991年4月18日 - ) は、アメリカ合衆国のTwitchストリーマー。

## 来歴
マサチューセッツ州ニュートンで北京からの中国人の両親の間に生まれた。ベントリー大学に進学したが、ゲームに集中するために中退した。ゲームでセクハラに反対することもある。